# مریم لطفی
مریم لطفی خبرنگار گروه اجتماعی روزنامهٔ شرق است. او سابقه همکاری با روزنامه‌های همشهری، هم‌میهن و سازندگی را نیز دارد.
لطفی مدیر روابط عمومی سازمان نظام صنفی رایانه‌ای استان تهران است.

## بازداشت و آزادی
او در تاریخ دهم مهرماه ۱۴۰۲ هنگام مراجعه به بیمارستان فجر تهران جهت تهیه گزارش از آرمیتا گراوند، دختری که در مترو از هوش رفته بود، بازداشت شد.چند ساعت پس از آن روزنامه شرق اعلام کرد که خبرنگارش آزاد شده‌است.

## برخی گزارش‌ها
- آغاز به کار کمیته حقیقت‌یاب[۱۱]
- هر چهار روز یک زن‌کشی[۱۲]
- انبار زندگی[۱۳]
- صیادی در قبرستان ماهی‌ها

## جوایز
- برگزیدهٔ نخستین جشنواره گزارش نویسی انجمن صنفی روزنامه نگاران استان تهران - ۱۴۰۱[۱۴]
- تقدیر از گزارش «صیادی در قبرستان ماهی‌ها» در جشنواره مداد قرمز هلال احمر[۱۵]